# 中央机构编制委员会
中央机构编制委员会（简称中央编委）是在中国共产党中央委员会、中华人民共和国国务院领导下，负责中华人民共和国全国行政管理体制和机构改革以及机构编制管理工作的常设议事协调机构。主任由中共中央总书记或国务院总理担任，副主任一般由排名第一的中共中央书记处书记担任。
中央机构编制委员会的常设办事机构是中央机构编制委员会办公室，简称中央编办，正部级单位。中央编办在中央机构编制委员会领导下，负责全国行政管理体制和机构改革以及机构编制。
中央编委的任务是，制定国家行政机构和管理机构的总方案；包括，协调国务院下属各机构和部门的权力和任务，制定省、自治区、直辖市的机构设置、人员编制，监督各省、自治区、直辖市等的编制委员会的工作等。负责管理所有纳入国家行政编制和事业编制的单位的编制安排；包括，国家行政机关，中共中央和地方各级党委、政协中央和地方各级委员会、各级人民法院、各级人民检察院等。

## 职责
根据《中国共产党机构编制工作条例》第五条，中央机构编制委员会的主要职责是：
1. 贯彻落实党中央对党和国家机构编制工作的集中统一领导。
2. 研究提出机构编制工作的方针政策。
3. 研究提出党和国家机构改革方案并组织实施；审定省级机构改革方案，指导地方各级机构改革工作。
4. 审定中央一级副部级以上各类机构的职能配置、内设机构和人员编制规定（以下简称“三定”规定）。
5. 统一管理中央和国家机关各部门的职能配置以及调整工作，统筹协调部门之间、部门与地方之间的职责分工。
6. 统一管理中央一级党政机关，中央一级各民主党派机关、群团机关的机构编制工作。审批上述单位厅局级机构设置、人员编制和领导职数，中央和国家机关各部门垂直管理机构、双重领导并以部门领导为主的机构、派驻地方机构、我国驻外机构的机构设置、人员编制和领导职数。
7. 审定地方行政编制总额、机构限额和职能配置的重要调整，审批省、自治区、直辖市厅局级行政机构的设置。
8. 研究提出事业单位管理体制和机构改革方案，统一管理党中央、国务院直属事业单位以及部门所属事业单位的机构编制工作，审批地方厅局级事业单位的设置，指导协调地方事业单位机构编制工作。
9. 推进机构编制法治建设，研究完善党和国家机构编制法规制度。
10. 督促检查各地区各部门贯彻党中央关于机构编制工作的方针政策和重要决定，严肃机构编制纪律。

## 歷任領導
主任
1. 李鹏（1988年4月—1998年3月）
2. 朱镕基（1998年3月—2003年3月）
3. 温家宝（2003年3月—2013年3月）
4. 李克强（2013年3月—2023年3月）
5. 习近平（2023年3月—）